# نادي خصب
نادي خصب من الأندية العمانية العريقة في عمان ومحافظة مسندم وله العديد من المشاركات الفاعلة في مختلف الأنشطة والفعاليات الرياضية التي تقيمها الاتحادات الرياضية. تأسس النادي في 23 أبريل 1972م وأعيد إشهاره في 26 يونيو 2002م.